# イロドリヒムラ
『イロドリヒムラ』とは、2012年10月15日から12月17日までTBSのドラマNEO枠（毎週月曜日24:20 - 24:59〈JSTでは火曜未明0:20 - 0:59〉）で放送されていたテレビドラマ。
お笑いコンビ・バナナマンの日村勇紀が主演を務めるオムニバス形式で繰り広げられるドラマ。主演の日村以外は、共演者・脚本家・監督も毎回変わることが最大の特徴。イロドリヒムラというタイトルは、主演である日村を毎回別の共演者・スタッフが彩る（イロドる）という意味。

## 収録作品
★はヒロイン役。

### 第1話 「小さな恋の物語」〜非モテ男子のささやかな恋 ^^,〜
あらすじ
結婚講座に参加した大崎タケオはその講座で配られたパンフレットに「勇気を出して、美容院へ行こう」と書かれてあった通りに美容室・BOTANICALへと足を運ぶ。
出演
- 大崎 タケオ（旅行代理店元社員） - 日村勇紀
- ユイ（BOTANICALの美容師） - 剛力彩芽★
- ミズキ（美容師・ユイの先輩） - 伊藤裕子
- メガネ男（結婚講座講師） - 村杉蝉之介
- タケオの母親（桃園を営んでいる） - 大島蓉子
- オヤジ（味自慢のおでん屋） - 渡辺哲
- 神無月（BOTANICALの常連客） - 舟木幸
- BOTANICALアシスタント - 久保梓、大野未来
- 洋服屋Sister店員 - 小野麻亜矢
- 美人客 - 矢田亜希子

スタッフ
- 脚本：北川悦吏子
- 監督：堤幸彦
- サウンドデザイン：石井和之

### 第2話 「Thunderbird」
あらすじ
PCがフリーズして日数を掛けて制作したCG映像が一からやり直しになったり、カップルと交錯して楽しみにしていたおでんが台無しになったりなど、村田哲は毎日のように最悪な出来事が幼少期から続いていた。
「運の悪さは運命で片づけられてしまうのだろうか。」と隣人の彩に話し掛け、彼女とは異性を意識することなく気軽に話せる仲だった。
出演
- 村田 哲（「CG Avid-5」CGアーティスト） - 日村勇紀
- 木村 彩（村田の隣人・薬剤師） - 酒井若菜★
- プロジェクトリーダー - 平沼紀久
- カップル男 - 日向寺雅人
- カップル女 - 中別府葵
- 村田の友人1 - 松山誉
- 村田の友人2 - 駒木根隆介
- コンビニ店員 - 滝本友樹、桜井宗忠（スカイラブハリケーン）
- ワタナベ（妻帯者・ 彩の不倫相手） - 別所万伸
- ワタナベの不倫相手2号 - 永冶美優紀

スタッフ
- 監督・脚本・編集：飯塚健
- アクション：小池達朗、富田稔
- ギター指導：橋本幸太
- 挿入曲：サンボマスター「できっこないを やらなくちゃ」（Sony Records） / アナログフィッシュ「PARADOX」（エピックレコードジャパン）

### 第3話 「美しすぎる奇才の風景〜密着60日ラース・日村の映画術に迫る〜」
あらすじ
新進気鋭な作風で有名なフランス生まれのラース日村に密着し、新作映画「心はドブみたいに汚れて行く」の撮影風景を通して、彼の持っている天才的な感性を視聴者に伝えようと密着ディレクターはカメラを回す。
今作品はフェイクドキュメンタリーで物語が進んでいく。
出演
- ラース・フォンデ・日村（映画監督） - 日村勇紀
- 橋本 愛（「心はドブみたいに汚れて行く」主演女優 / 梨奈役） - 橋本愛★
- 中村 育二（橋本の共演者 / ウサギ男役） - 中村育二
- りりィ（橋本の共演者 / 風おばさん役） - りりィ
- 織本 順吉（橋本の共演者 / 哲学爺さん役） - 織本順吉
- 大西ライオン（橋本の共演者 / ライオン男役） - 大西ライオン
- 高澤 父母道（橋本の共演者 / セミ少年役） - 高澤父母道
- 白州・ファビアン・本樹（「心はドブみたいに汚れて行く」プロデューサー） - 白州本樹

スタッフ
- 脚本：一雫ライオン
- 監督：森義隆
- 撮影協力：東映東京撮影所

### 第4話 「海辺の犬」
あらすじ
自宅に引き籠って1年になる小説家の山口百花は家の玄関前にうずくまっていた「小林サブロー」という男性を編集長から言われた新しい編集担当者だと勘違いする。
その編集担当者に百花は小説は書けないのではなく、書かないのだと説明し、泊まり込みをして待っていても意味がないので出版社に帰るよう促す。
出演
- 小林 サブロー / 篠崎（編集担当者） - 日村勇紀
- 山口 百花（小説家） - 本仮屋ユイカ★
- 小林 キヨコ（愛犬「サブロー」飼主） - 小貫加恵
- 哲弥 (写真) - 未来弥
- 編集長 (声) - 古舘寛治
- 神様 - 井上順

スタッフ
- 脚本 - 持地佑季子
- 監督 - 三木孝浩
- 音楽：mio-sotido

### 第5話 「鎖国ガール」
あらすじ
小学校時代に同級生の男子から好きな男の子をばらされ、馬鹿にされてから歩夢は男子を遠ざけるようになり、現在は恋愛ゲームに登場する2次元男子「アキラ」 にはまっている。
歩夢はいつもの常連客がいるファミリーレストラン「ベスタ」に出勤し、あまり変化がない平和な日常を過ごそうとしていたが、そこに空気が読めない新人アルバイト江戸が登場し、1番苦手なタイプと仕事をすることになる。
出演
- 江戸 勝（「ベスタ」新人アルバイト店員） - 日村勇紀
- 平井 歩夢（「ベスタ」アルバイト店員） - 北乃きい★（少女期：甲斐恵美利）
- 北村 / アキラ (声) （浪人生・「ベスタ」の常連客 / 恋愛ゲームキャラクター） - 木村了
- 水前寺 マドカ（「破天荒DAYキララ」漫画家・「ベスタ」の常連客） - 佐藤真弓
- 森田（「ベスタ」の常連客） - 横山あきお
- 森田の妻（他界） - 黄田明子
- DHS1（ラッパー・「ベスタ」の常連客） - GUY（ZINGI）
- DHS2（ラッパー・「ベスタ」の常連客） - HULK（GANG-O）
- 和田 タケル（麻衣子の彼氏） - 秋元龍太朗
- 麻衣子（歩夢の親友で鎖国ガール仲間） - 足立梨花
- 鈴木（「ベスタ」の調理スタッフ） - 入月謙一

スタッフ
- 脚本：牧野圭祐
- 監督監修：堤 幸彦
- 監督：白石達也
- イラスト：楳本亜佑美
- 漫画：廣岡昌

### 第6話 「脳内彼女」
あらすじ
お笑い芸人の竹下はメイドカフェで働くトモちゃんと交際をしているとラジオの放送中に公表してしまう。その彼女は「自分の頭の中に存在し生きている」と小島に話すがにわかに信じて貰えなかった。
出演
- 竹下（キレ芸のお笑い芸人） - 日村勇紀
- トモちゃん - 芦田愛菜★（青年期：藤本泉）
- 小島（外回りディレクター） - 大和田獏
- オーディション・ディレクター（ラジオドラマ「天国のカルテ2」） - 諏訪太朗
- アントン山田（「アントン山田の東京ボンバイエー」ラジオDJ） - 古本新乃輔
- 放送作家 - 山中崇
- ディレクター - 遠藤みちスケ

スタッフ
- 監督・脚本：深川栄洋
- 看護監修：依田茂樹
- 撮影協力：TBSラジオ&コミュニケーションズ

### 第7話 「張込み」
あらすじ
三上とイマイは都内数ヵ所のパチンコ景品交換所を襲った連続強盗犯を捕まえるために元妻が小料理屋を営んでいる田舎町までやって来る。
出演
- 三上（警視庁桜田署刑事） - 日村勇紀
- 桐子（小料理「風待ち」女将） - 坂井真紀★
- イマイ（若手刑事） - 駿河太郎
- ベテラン刑事 (霊) - 上田耕一
- 森岡 五郎（連続強盗犯） - 宮本大誠
- 仲居（旅館「こざる」） - 梅沢昌代
- サラリーマン (霊) - 藤岡大樹
- 母親 (霊) - 上村愛香 / 子供 (霊) - 近藤湊
- 若い女性 (霊) - 篠原知陽
- 服が焼けた男性 (霊) - 小手山雅
- 日本兵 (霊) - 関寛之
- 鎌倉の武士 (霊) - 鈴木雄二
- イマイに憑りつく女性 (霊) - 小宮一葉

スタッフ
- 脚本：鈴木謙一
- 監督：中村義洋
- 心霊監修：岩澤宏樹

### 第8話 「才能がない」
あらすじ
8年前、バンド「DECADENCE」はオリコンに入るくらい注目されていたが現在は人気も下火で落ちぶれてしまい、フロントマンの瀧を外すか全員解雇するかの選択を事務所から求められていた。
出演
- 瀧 秀二（バンド「DECADENCE」ヴォーカル&ギター） - 日村勇紀（青年期：前田公輝）
- 川瀬 靖子（バンド「DECADENCE」マネージャー） - 市川実和子★
- 千葉 正雄（バンド「DECADENCE」ギター） - 岡田浩暉
- 上島（バンド「DECADENCE」ベース） - 古城康行
- 出川（バンド「DECADENCE」ドラム） - 荒川集
- 松本（川瀬の上司） - 陰山泰
- 里美（瀧の彼女） - 藤崎ルキノ

スタッフ
- 脚本：今泉力哉
- 監督：犬童一心
- 音楽：古城康行（MEGANE WORKS）
- 劇中ベース演奏：時光真一郎（MEGANE WORKS）
- 楽曲協力：野村朋加

### 第9話 「日村大岩」
あらすじ
日本伝統芸能を伝える番組「芸能散歩」では三代目日村勇紀の代表作とも言える作品「日村大岩」が初演したときの様子を映像と共に振り返る。
出演
- 初代日村勇紀（人形劇「日村大岩」主演 / 徳べえ・日村大岩 役） - 日村勇紀
- お菊 / 森田（遊女・怪物） - 木南晴夏★
- お園（徳べえの妻） - 池谷のぶえ
- お坊さま - 森下能幸
- 「日村大岩」三味線・エレキギター方 - 杵屋裕光
- 「日村大岩」唄方 - 杵屋佐喜
- 「日村大岩」狂言回し - 林正浩（TBSテレビアナウンサー）
- 浜野 祐二（「芸能散歩」ナビゲーター） - 志賀廣太郎（少年期：若林航平）

スタッフ
- 脚本・監督：沖田修一
- 人形制作：上乗直子
- 人形操演：小島隆輝、小島三木子
- ラジコン制作・操縦：三好正晴

### 最終話 「価値観」
あらすじ
忙しさを理由に彼氏が会ってくれない怒りを抱えたまま、西川カオリはその鬱憤を晴らすかのように電車内で日村ユウキに痴漢されたと駅員に訴え出るが、カオリは冷静になると本当に痴漢されたのか分からずユウキのことが心配になる。
出演
- 日村 ユウキ - 日村勇紀
- 西川 カオリ - 星野真里★
- トオル（カオリの不倫相手） - 浜野謙太
- 駅員 - 谷中敦（東京スカパラダイスオーケストラ）
- 警官 - 鈴木拓、塚地武雅（ドランクドラゴン）
- サンタの格好をしたビラ配り - 岡安章介（ななめ45°）
- カフェのマスター - 設楽統（バナナマン）

スタッフ
- 脚本：オークラ
- 原案・監督：設楽統（バナナマン）

## 全話共通スタッフ
- チーフプロデューサー：杉山剛（ソニー・ミュージックエンタテインメント）、十二竜也、加藤新
- プロデューサー：工藤浩之、佐藤敦司、大内登（ケイマックス）
- アソシエイトプロデューサー：杉浦美奈子
- プロデューサー補：小田裕子
- 演出補：稲留武
- 助監督：原田健太郎
- 音楽コーディネーター：溝口大悟
- 選曲：御園雅也
- 主題歌：ザ・クロマニヨンズ「燃えあがる情熱」（HAPPY SONG RECORDS / Ariola Japan）
- CG：鳥尾美里、小垣貴裕
- 音響効果：黄凱翔、田母神正顕、田久保貴昭
- ナレーター：三村ロンド
- 特別協力：ソニー・ミュージックエンタテインメント
- 制作協力：ケイマックス
- 制作著作：TBS

## サブタイトル
| 各話                                                      | 放送日（TBS）  | サブタイトル                                                    | 脚本         | 監督     |
| --------------------------------------------------------- | -------------- | --------------------------------------------------------------- | ------------ | -------- |
| 第1話                                                     | 2012年10月15日 | 「小さな恋の物語」 〜非モテ男子のささやかな恋^^,〜              | 北川悦吏子   | 堤幸彦   |
| 第2話                                                     | 2012年10月22日 | 「Thunderbird」                                                 | 飯塚健       | 飯塚健   |
| 第3話                                                     | 2012年10月29日 | 「美しすぎる奇才の風景 〜密着60日ラース・日村の映画術に迫る〜」 | 一雫ライオン | 森義隆   |
| 第4話                                                     | 2012年11月05日 | 「海辺の犬」                                                    | 持地佑季子   | 三木孝浩 |
| 第5話                                                     | 2012年11月12日 | 「鎖国ガール」                                                  | 牧野圭祐     | 白石達也 |
| 第6話                                                     | 2012年11月19日 | 「脳内彼女」                                                    | 深川栄洋     | 深川栄洋 |
| 第7話                                                     | 2012年11月26日 | 「張込み」                                                      | 鈴木謙一     | 中村義洋 |
| 第8話                                                     | 2012年12月03日 | 「才能がない」                                                  | 今泉力哉     | 犬童一心 |
| 第9話                                                     | 2012年12月10日 | 「日村大岩」                                                    | 沖田修一     | 沖田修一 |
| 最終話                                                    | 2012年12月17日 | 「価値観」                                                      | オークラ     | 設楽統   |
| 平均視聴率 1.6%（視聴率は関東地区・ビデオリサーチ社調べ） |                |                                                                 |              |          |

- 第9話は番組調整の都合上のため24:24 - 25:03放映。

## ネット局・放送時間
| 放送対象地域   | 放送局              | 放送期間                      | 放送日時           | 備考       |
| -------------- | ------------------- | ----------------------------- | ------------------ | ---------- |
| 関東広域圏     | TBSテレビ（TBS）    | 2012年10月15日 - 12月17日     | 月曜 24:20 - 24:59 | 製作局     |
| 岩手県         | IBC岩手放送（IBC）  | 2012年10月15日 - 12月17日     | 月曜 24:20 - 24:59 | 同時ネット |
| 静岡県         | 静岡放送（SBS）     | 2012年10月15日 - 12月17日     | 月曜 24:20 - 24:59 | 同時ネット |
| 岡山県・香川県 | 山陽放送（RSK）     | 2012年10月22日 - 12月24日     | 月曜 23:50 - 24:30 |            |
| 中京広域圏     | 中部日本放送（CBC） | 2012年10月22日 - 2013年1月7日 | 月曜 24:50 - 25:30 |            |
| 近畿広域圏     | 毎日放送（MBS）     | 2012年10月23日 - 2013年1月8日 | 火曜 26:40 - 27:20 |            |
| 石川県         | 北陸放送（MRO）     | 2012年10月29日 - 2013年1月7日 | 月曜 24:25 - 25:10 |            |
| 鹿児島県       | 南日本放送（MBC）   | 2012年11月7日 - 2013年1月23日 | 水曜 24:10 - 24:50 |            |
| 北海道         | 北海道放送（HBC）   | 2012年11月18日 - 2013年2月3日 | 日曜 24:56 - 25:35 |            |
| 愛媛県         | あいテレビ（ITV）   | 2012年11月19日 - 2013年1月7日 | 月曜深夜           |            |